# Detodesmus attemsii
Detodesmus attemsii är en mångfotingart som beskrevs av Christoph D. Schubart 1934. Detodesmus attemsii ingår i släktet Detodesmus och familjen kuldubbelfotingar. Inga underarter finns listade i Catalogue of Life.